# Simon Fraser (diplomate)
Pour les articles homonymes, voir Simon Fraser.
Sir Simon James Fraser, né le 3 juin 1958 en Grande-Bretagne, est un diplomate britannique, ex-ambassadeur du Royaume-Uni.

## Biographie
Scolarisé à la St Paul's School à Londres, il poursuit ses études au Corpus Christi College de Cambridge où il obtient son B.A..
Il commence en 1979 au bureau des Affaires étrangères et du Commonwealth, avant divers postes en Irak, Syrie et à Paris, puis représentant pour le Royaume-Uni de l'OTAN à Bruxelles jusqu'en 2008.

## Distinction honorifique
- - 2016 : Ordre de Saint-Michel et Saint-Georges (GCMG)